# Hans Abramsen
Hans Abrahamsen (n. 23 decembrie 1952, Copenhaga, Danemarca) este un compozitor danez.
1. ↑  „Hans Abramsen”, Gemeinsame Normdatei, accesat în 17 decembrie 2014
2. ↑  IdRef, accesat în 2 mai 2020
3. ↑  Czech National Authority Database, accesat în 1 martie 2022
4. ↑   https://www.dr.dk/nyheder/kultur/klassisk/dansk-kunstner-modtager-kaempepris-jeg-er-beaeret-og-rystet-i-min-grundvold Lipsește sau este vid: |title= (ajutor)
5. ↑   http://www.sonningmusic.org/2019-annoncering-hans-abrahamsen.aspx Lipsește sau este vid: |title= (ajutor)
6. ↑  Grawemeyer Awards website, accesat în 4 martie 2025
7. ↑   https://www.norden.org/sv/nominee/vinnaren-av-nordiska-radets-musikpris-2016 Lipsește sau este vid: |title= (ajutor)